# Akatsuki (tàu khu trục Nhật)

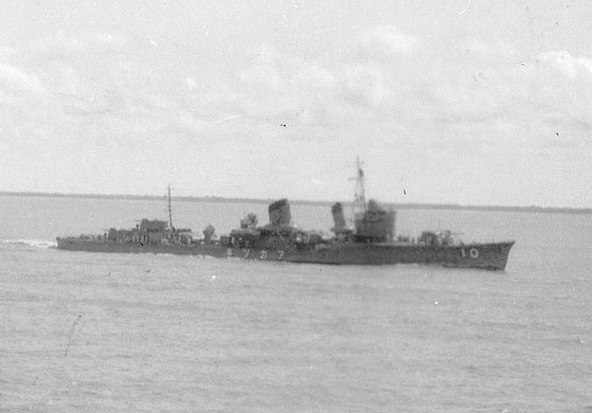
Akatsuki trên sông Dương Tử, Trung Quốc, tháng 8 năm 1937

Akatsuki (tiếng Nhật: 暁) là một tàu khu trục hạng nhất của Hải quân Đế quốc Nhật Bản, thuộc lớp Fubuki, (cũng là chiếc dẫn đầu của lớp Akatsuki nếu như xem đây là một lớp tàu riêng biệt), được chế tạo trong giai đoạn giữa hai cuộc thế chiến. Khi được đưa vào hoạt động, những con tàu này là những tàu khu trục mạnh mẽ nhất thế giới. Chúng phục vụ như những tàu khu trục hàng đầu trong những năm 1930, và tiếp tục là những vũ khí lợi hại trong cuộc Chiến tranh Thái Bình Dương. Akatsuki từng tham gia nhiều hoạt động trong những năm chiến tranh trước khi bị đánh chìm trong trận Hải chiến Guadalcanal vào ngày 13 tháng 11 năm 1942 trong Chiến tranh Thế giới thứ hai.

## Thiết kế và chế tạo
Việc chế tạo lớp tàu khu trục Fubuki tiên tiến được chấp thuận vào năm tài chính 1923 như một phần của chương trình có tham vọng cung cấp cho Hải quân Đế quốc Nhật Bản một ưu thế về chất lượng so với những tàu chiến hiện đại nhất của thế giới. Khả năng thể hiện của lớp Fubuki là một bước nhảy vọt so với các thiết kế tàu khu trục trước đó, nên chúng được gọi là các "tàu khu trục đặc biệt" (tiếng Nhật: 特型 - Tokugata). Kích thước lớn, động cơ mạnh mẽ, tốc độ cao, bán kính hoạt động lớn và vũ khí trang bị mạnh chưa từng có khiến cho các tàu khu trục này có được hỏa lực tương đương nhiều tàu tuần dương hạng nhẹ của hải quân các nước khác. Lớp phụ Akatsuki là một phiên bản cải tiến của Fubuki, có dáng vẽ bên ngoài hầu như giống nhau, nhưng tích hợp những thay đổi trong hệ thống động lực.
Akatsuki, được chế tạo tại xưởng hải quân Sasebo, là chiếc đầu tiên trong loạt tàu cải tiến Kiểu III dựa trên Fubuki, bao gồm kiểu tháp pháo có thể nâng các khẩu pháo chính 127 mm (5 inch)/50 caliber Kiểu 3 lên một góc 75° so với nguyên thủy 40°, cho phép sử dụng chúng như pháo lưỡng dụng có thể chống lại máy bay. Akatsuki được đặt lườn vào ngày 17 tháng 2 năm 1930. Nó được hạ thủy vào ngày 7 tháng 5 năm 1932 và đưa ra hoạt động vào ngày 30 tháng 11 năm 1932.

## Lịch sử hoạt động
Sau khi hoàn tất, cùng với các tàu khu trục chị em Inazuma, Hibiki và Ikazuchi, Akatsuki được phân về Khu trục đội 6 thuộc Hạm đội 1 Hải quân Đế quốc Nhật Bản và tham gia các hoạt động trong cuộc Chiến tranh Trung-Nhật. Giống như những chiếc cùng kiểu, nó được cải biến vào giữa những năm 1930 nhằm khắc phục những khiếm khuyết trong thiết kế đồng thời để nâng cao đặc tính chiến đấu.
Vào lúc xảy ra cuộc tấn công Trân Châu Cảng, Akatsuki được phân về Khu trục đội 6 của Thủy lôi chiến đội 1 thuộc Hạm đội 1 Hải quân Đế quốc Nhật Bản, và đã được bố trí từ Quân khu Hải quân Mako để hỗ trợ cho Lực lượng Viễn chinh Phương Nam của Đô đốc Nobutake Kondō tiến hành các chiến dịch đổ bộ lên Malaya, rồi sau đó là tại Đông Ấn thuộc Hà Lan, kể cả việc chiếm đóng Tây Java và Philippines. Nó từng tấn công, nhưng không đánh chìm được tàu ngầm USS Permit vào ngày 17 tháng 3 năm 1942.
Sau khi quay trở về Xưởng hải quân Yokosuka để bảo trì vào tháng 3 năm 1942, Akatsuki được phân công hoạt động tại vùng biển phía Bắc. Nó được bố trí từ Quân khu Bảo vệ Ōminato để hỗ trợ cho Lực lượng Phía Bắc của Đô đốc Boshiro Hosogaya trong Chiến dịch Quần đảo Aleut, tuần tra vùng biển chung quanh Kiska và Attu trong tháng 6 và tháng 7, và đã kéo chiếc tàu khu trục chị em Hibiki bị hư hại từ Kiska quay trở về Paramushiro thuộc quần đảo Kuril. Nó tiếp tục tuần tra vùng biển phía Bắc chung quanh các quần đảo Kurile và Aleut cho đến cuối tháng 7.
Sau khi được bảo trì tại Yokosuka vào cuối tháng 7, Akatsuki được phân công hộ tống các tàu sân bay mới Zuihō và Unyō đi đến Truk, thực hiện các nhiệm vụ tại quần đảo Solomon và quay trở lại Quân khu Hải quân Kure. Từ tháng 10, Akatsuki được sử dụng trong nhiều chuyến đi vận chuyển "Tốc hành Tokyo" khắp trong khu vực quần đảo Solomon.
Vào ngày 25 tháng 10 năm 1942, cùng với các tàu khu trục Ikazuchi và Shiratsuyu, Akatsuki thực hiện một cuộc bắn phá ban ngày tại khu vực "eo biển Đáy Sắt" ngoài khơi Guadalcanal, với kết quả đã làm hư hại tàu quét mìn nhanh USS Zane và đánh chìm chiếc tàu kéo hạm đội USS Seminole cùng tàu tuần tra YP-284, trước khi lực lượng Nhật Bản bị đánh đuổi bởi hỏa lực pháo phòng vệ duyên hải của lực lượng Thủy quân Lục chiến Mỹ. Akatsuki bị hư hại nhẹ khi tháp pháo số 3 trúng phải đạn pháo phòng duyên, khiến bốn người thiệt mạng.
Ba tuần sau đó, Akatsuki quay trở lại "eo biển Đáy Sắt" trong thành phần một lực lượng bắn phá mạnh mẽ, được xây dựng chung quanh các thiết giáp hạm Hiei và Kirishima. Trong trận Hải chiến Guadalcanal vào đêm 12-13 tháng 11 năm 1942, đơn vị này chạm trán với một lực lượng đặc nhiệm Đồng Minh bao gồm các tàu tuần dương và tàu khu trục. Hoạt động bên sườn phải của các thiết giáp hạm Nhật Bản, Akatsuki được ghi nhận đã bắn pháo chiếu sáng rồi sau đó phóng ngư lôi đánh chìm tàu tuần dương Mỹ USS Atlanta. Không lâu sau đó, nó chịu đựng hỏa lực pháo nặng nề từ phía Mỹ và bị đánh chìm sớm trong trận chiến gần đảo Savo, ở tọa độ 09°17′N 159°56′Đ / 9,283°N 159,933°Đ, với tổn thất gần hết thủy thủ đoàn. Trong tổng số 197 người trên tàu, chỉ có 18 người sau đó được lực lượng Mỹ vớt và bắt làm tù binh.
Ngày 15 tháng 12 năm 1942, Akatsuki được rút khỏi danh sách Đăng bạ Hải quân.

## Danh sách thuyền trưởng
- Thiếu tá Ichimatsu Takahashi (sĩ quan trang bị trưởng): 16 tháng 5 năm 1932 - 30 tháng 11 năm 1932
- Thiếu tá Ichimatsu Takahashi: 30 tháng 11 năm 1932 - 15 tháng 11 năm 1934; thăng Trung tá 1 tháng 12 năm 1932
- Thiếu tá Masao Tachibana: 15 tháng 11 năm 1934 - 15 tháng 11 năm 1935; thăng Trung tá
- Trung tá Tamekiyo Oda: 15 tháng 11 năm 1935 - 1 tháng 12 năm 1936
- Trung tá Yasuo Sato: 1 tháng 12 năm 1936 - 6 tháng 7 năm 1937
- Trung tá Katsukiyo Shinoda: 6 tháng 7 năm 1937 - 8 tháng 10 năm 1937
- Trung tá Kiichiro Shoji: 8 tháng 10 năm 1937 - 16 tháng 5 năm 1938
- Thiếu tá Takeo Koyama: 16 tháng 5 năm 1938 - 1 tháng 8 năm 1938
- Thiếu tá Yoshio Kawashima: 1 tháng 8 năm 1938 - 15 tháng 11 năm 1940: thăng Trung tá 15 tháng 11 năm 1939
- Thiếu tá Kyuji Aoki: 15 tháng 11 năm 1940 - 13 tháng 4 năm 1942
- Thiếu tá Osamu Takasuka: 13 tháng 4 năm 1942 - 13 tháng 11 năm 1942; thăng Trung tá 1 tháng 11 năm 1942; tử trận, được truy thăng Đại tá